# Timbé do Sul
Timbé do Sul est une ville brésilienne du sud de l'État de Santa Catarina.

## Géographie
Timbé do Sul se situe par une latitude de 28° 49′ 49″ sud et par une longitude de 49° 50′ 50″ ouest, à une altitude de 123 mètres.
Sa population était de 5 308 habitants au recensement de 2010. La municipalité s'étend sur 333 km2.
Elle fait partie de la microrégion d'Araranguá, dans la mésorégion Sud de Santa Catarina.

## Administration
La municipalité est constituée d'un seul district, siège du pouvoir municipal.

## Villes voisines
Timbé do Sul est voisine des municipalités (municípios) suivantes :
- Morro Grande
- Turvo
- Jacinto Machado
- São José dos Ausentes dans l'État du Rio Grande do Sul
- Cambará do Sul dans l'État du Rio Grande do Sul